# せきりゅう (潜水艦)
せきりゅう（ローマ字：JS Sekiryu, SS-508）は、海上自衛隊の潜水艦。そうりゅう型潜水艦の8番艦。艦名は南方を守る神聖な龍を意味する「赤龍」に由来する。

## 艦歴
「せきりゅう」は、中期防衛力整備計画（23中期防）に基づく平成24年度補正調達による2900トン型潜水艦8123号艦として、川崎重工業神戸工場で2013年3月15日に起工され、2014年8月26日に公試開始、2015年11月2日に命名・進水、2017年3月13日に就役し、第1潜水隊群第5潜水隊に編入され呉に配備された。
2018年5月24日未明、紀伊水道沖で潜水艦自走式デコイの運用試験に備えた訓練中、仮想目標に対して潜水艦自走式デコイ1型（訓練用）を想定発射すべきところ、操作ミスにより誤って発射した。艦艇・航空機により付近海面・海底の捜索を実施したが、発見には至らなかった。
2023年9月19日から12月21日にかけて、令和5年度第2回米国派遣訓練（潜水艦）に参加し、ハワイ諸島周辺及びアメリカ合衆国ハワイ州パールハーバー・ヒッカム統合基地において対潜戦等の訓練を実施する。

### 歴代艦長
| 代       | 氏名     | 在任期間              | 出身校・期 | 前職               | 後職                             | 備考     |
| 艤装員長 | 艤装員長 | 艤装員長              | 艤装員長   | 艤装員長           | 艤装員長                         | 艤装員長 |
| -------- | -------- | --------------------- | ---------- | ------------------ | -------------------------------- | -------- |
|          | 渡邉正裕 | 2015.11.2 - 2017.3.12 |            | たかしお艦長       | せきりゅう艦長                   |          |
| 艦長     |          |                       |            |                    |                                  |          |
| 1        | 渡邉正裕 | 2017.3.13 - 2019.1.20 |            | せきりゅう艤装員長 | 潜水艦隊司令部                   |          |
| 2        | 岡澤智和 | 2019.1.21 - 2020.6.30 |            | 艦艇開発隊         | 自衛艦隊司令部 兼 潜水艦隊司令部 |          |
| 3        | 邑山雅人 | 2020.7.1 - 2021.7.19  |            | 潜水艦教育訓練隊   | 第1潜水隊群司令部                |          |
| 4        | 前田佳宏 | 2021.7.20 -           |            | 潜水艦教育訓練隊   |                                  |          |
|          | 小泉智   | -                     |            |                    |                                  |          |